# Lerista tridactyla
Lerista tridactyla är en ödleart som beskrevs av  Storr 1990. Lerista tridactyla ingår i släktet Lerista och familjen skinkar. Inga underarter finns listade i Catalogue of Life.